# Fossae di Dione
Segue una lista delle fossae presenti sulla superficie di Dione. La nomenclatura di Dione è regolata dall'Unione Astronomica Internazionale; la lista contiene solo formazioni esogeologiche ufficialmente riconosciute da tale istituzione.
Le fossae di Dione portano i nomi di personaggi e luoghi tratti dall'Eneide di Virgilio.

## Prospetto
| Fossa            | Eponimo                                                                                                 | Latitudine | Longitudine | Diametro |
| ---------------- | --- | ---------- | ----------- | -------- |
| Argiletum Fossae | Argileto - Un'importante via dell'Antica Roma.                                                          | 65,18° N   | 32,1° W     | 224 km   |
| Arpi Fossae      | Argos Hippium - Città fondata da Diomede nell'Italia meridionale.                                       | 47,47° N   | 130,8° W    | 330 km   |
| Carthage Fossae  | Cartagine - Città fenicia del Nord-Africa alla cui regina, Didone, Enea narra le proprie vicissitudini. | 11,93° N   | 336,75° W   | 500 km   |
| Clusium Fossae   | Chiusi - Una delle città della dodecapoli etrusca.                                                      | 39,27° N   | 301,54° W   | 260 km   |
| Fidena Fossae    | Fidene - Città a nord di Roma.                                                                          | 0,66° N    | 96° W       | 550 km   |
| Helorus Fossa    | Eloro - Antico nome del fiume Tellaro in Sicilia, su cui sorgeva l'omonima città.                       | 31,84° S   | 76,48° W    | 105 km   |
| Himella Fossa    | Imele - Fiume affluente del Tevere.                                                                     | 45,6° S    | 336,55° W   | 147 km   |
| Petelia Fossae   | Petelia - Città fondata da Filottete nell'Italia meridionale.                                           | 8,16° S    | 82,43° W    | 225 km   |